# Edson Giriboni
Edson de Oliveira Giriboni (Itapetininga, 6 de abril de 1953), mais conhecido como Edson Giriboni, é um engenheiro civil, administrador e político brasileiro, que atualmente serve como deputado estadual pelo estado de São Paulo. Desde 2022, encontra-se filiado ao União Brasil (UNIÃO).  
É casado com Sandra Brasil Giriboni, com quem teve três filhos.

## Formação universitária
Formado em engenharia civil pela Escola Politécnica da Universidade de São Paulo (POLI-USP) e em administração pela Associação de Ensino de Itapetininga (AEI). Fez ainda cursos de especialização na Universidade Estadual de Campinas (UNICAMP) e na Universidade Federal de Minas Gerais (UFMG).

## Currículo profissional
Em 1977, foi admitido na FEPASA, como engenheiro de implantação de obras na Diretoria de Transportes Metropolitanos. Nos anos seguintes, ocupou, respectivamente, os cargos de Inspetor da Via Permanente e Obras em Itapetininga, Chefe de Divisão da Via Permanente e Obras em Sorocaba, Gerente de Manutenção de Via Permanente Sorocaba/Botucatu/Santos e Superintendente Geral de Obras entre 1993 e 1999.

## Carreira política

### Vice–prefeito de Itapetininga
Ingressando na vida pública, filiou-se ao PMDB e foi eleito vice-prefeito de Itapetininga na chapa de José Carlos Tardelli nas eleições municipais de 1988 com 22.122 votos (54,09% dos votos válidos). Durante o mandato, assumiu a Secretaria Municipal de Obras e Serviços Públicos, desenvolvendo um trabalho de natureza estratégica na expansão das vias urbanas e na melhoria da extensa malha viária rural. Disputou pela primeira vez o cargo de prefeito nas eleições municipais de 1992, ficando na 2ª colocação com 14.916 votos (31,25% dos votos válidos), sendo derrotado por Ricardo Barbará que obteve 27.911 votos (58,48% dos votos válidos). Filiado ao PSDB, disputou novamente o cargo de prefeito nas eleições municipais de 1996, ficando mais uma vez na 2ª colocação com 16.513 votos (32,56% dos votos válidos), sendo derrotado neste pleito pelo seu padrinho político e ex-aliado José Carlos Tardelli que obteve 33.152 votos (65,37% dos votos válidos).
Voltou a ser eleito vice-prefeito de Itapetininga na chapa de Ricardo Barbará nas eleições municipais de 2000, disputando o pleito pela coligação Itapetininga: o Futuro ao seu Alcance, formada por PSDB / PMDB / PP / PDT / PL / PFL, elegendo-se com 30.963 votos (55,21% dos votos válidos). Durante o mandato, assumiu a Secretaria Municipal de Indústria e Desenvolvimento, ocasião em que desenvolveu um intenso trabalho de contato com grupos empresariais, alguns dos quais atualmente já instalados no município. Disputou a reeleição com seu companheiro de chapa nas eleições municipais de 2004 pela coligação Prosseguir (PSDB / PP / PDT / PTN / PL / PPS / PFL / PRTB / PV), obtendo 26.145 votos (38,62% dos votos válidos), sendo derrotados por Roberto Ramalho que obteve 38.256 votos (56,51% dos votos válidos).

### Deputado estadual por São Paulo
Pelo PSDB, concorreu também à deputado estadual pela primeira vez nas eleições estaduais de 1998, obtendo 17.869 votos, dos quais 10.307 vieram dos eleitores de Itapetininga, sendo o 2º candidato mais votado do município naquele pleito, ficando como suplente.
Filiado ao PDT, concorreu à deputado estadual pela segunda vez nas eleições estaduais de 2002, obtendo 41.258 votos, dos quais 31.088 vieram dos eleitores de Itapetininga, sendo o candidato mais votado do município naquele pleito, ficando mais uma vez como suplente.
Disputando pela terceira vez nas eleições estaduais de 2006, foi eleito deputado estadual pelo PV, com 47.968 votos, dos quais 35.970 vieram dos eleitores de Itapetininga, sendo mais uma vez o candidato mais votado do município. A primeira grande iniciativa foi a realização de um amplo diagnóstico em 45 municípios da região sudoeste do estado, culminando com o relatório intitulado Estudo do Perfil Socioeconômico das Regiões Administrativas do Estado de São Paulo. Esse relatório foi entregue pessoalmente ao governador José Serra, ao vice-governador Alberto Goldman e aos secretários estaduais. O estudo serviu de base para as ações que já estão sendo desenvolvidas. Também foi autor do projeto de lei que concede à funcionária pública gestante, mediante inspeção médica, licença de 180 dias, com vencimento ou remuneração. Também ajudou a viablizar a construção do Ambulatório Médico de Especialidades (AME) em Itapetininga.

### Secretário Estadual de Saneamento e Recursos Hídricos
Nas eleições estaduais de 2010, foi reeleito deputado estadual com 93.123 votos, aumentando sua votação em comparação às eleições anteriores, algo também verificado entre os eleitores de Itapetininga, onde recebeu 42.887 votos, sendo pela 3ª vez consecutiva o candidato mais votado do município. Convidado pelo governador então eleito Geraldo Alckmin, assumiu a Secretaria de Saneamento e Recursos Hídricos do Estado de São Paulo, em 1º de janeiro de 2011, onde contribuiu para a criação de vários projetos, tendo como os principais o Programa "Água é vida" (decreto 57.479 de  1 de novembro de 2011) com previsão de atendimento de 29.007 habitantes com tratamento de esgoto (8.058 ligações) e investimento de R$ 12.087.000; e com água, atendimento de 3.546 habitantes e investimento de R$ 7.076.369 pelo Programa "Se liga na Rede" qual a previsão é de beneficiar cerca de 800 mil pessoas.
Deixou o cargo em 4 de abril de 2014 para concorrer ao terceiro mandato como deputado estadual nas eleições estaduais de 2014, sendo novamente reeleito com 105.969 votos, votação acima da obtida há quatro anos atrás, logrando também aumentar sua votação em Itapetininga, sendo pela 4ª vez consecutiva o candidato mais votado do município com 44.976 votos.

### Retorno à ALESP
Nas eleições estaduais de 2018, observou uma diminuição significativa de sua votação em comparação àquela obtida quatro anos atrás, obtendo apenas 59.701 votos e ficando como suplente. Sua votação em Itapetininga também diminuiu consideravelmente (18.596 votos), embora tenha assegurado pela 5ª vez consecutiva a maior votação para deputado estadual no município. Entretanto, com a vitória de Ed Thomas nas eleições municipais de Presidente Prudente em 2020, elegendo-se prefeito com 37.304 votos (34,33% dos votos válidos), retornará à Assembleia Legislativa de São Paulo (ALESP) como deputado estadual para o 4º mandato em 2021.

## Desempenho eleitoral
| Ano  | Eleição                   | Partido | Coligação                                                                | Candidato a       | Votos         | Votos em Itapetininga              | Resultado  |
| ---- | ------------------------- | ------- | ------------------------------------------------------------------------ | ----------------- | ------------- | ---------------------------------- | ---------- |
| 1988 | Municipal de Itapetininga | PMDB    | Partido isolado                                                          | Vice-prefeito     | —             | 22 122 (54,09%) (1º - turno único) | Eleito     |
| 1992 | Municipal de Itapetininga | PMDB    | Partido isolado                                                          | Prefeito          | —             | 14 916 (31,25%) (2º - turno único) | Não Eleito |
| 1996 | Municipal de Itapetininga | PSDB    | Partido isolado                                                          | Prefeito          | —             | 16 513 (32,56%) (2º - turno único) | Não Eleito |
| 1998 | Estadual de São Paulo     | PSDB    | PTB / PSD / PSDB                                                         | Deputado estadual | 17 869 (219º) | 10 307 (2º)                        | Suplente   |
| 2000 | Municipal de Itapetininga | PSDB    | Itapetininga: o Futuro ao seu Alcance PSDB / PMDB / PPB / PDT / PL / PFL | Vice-prefeito     | —             | 30 963 (55,21%) (1º - turno único) | Eleito     |
| 2002 | Estadual de São Paulo     | PDT     | Partido isolado                                                          | Deputado estadual | 41 258 (116º) | 31 088 (1º)                        | Suplente   |
| 2004 | Municipal de Itapetininga | PV      | Prosseguir PSDB / PP / PDT / PTN / PL / PPS / PFL / PRTB / PV            | Vice-prefeito     | —             | 26 145 (38,62%) (2º - turno único) | Não Eleito |
| 2006 | Estadual de São Paulo     | PV      | Partido isolado                                                          | Deputado estadual | 47 968 (108º) | 35 970 (1º)                        | Eleito     |
| 2010 | Estadual de São Paulo     | PV      | Partido isolado                                                          | Deputado estadual | 93 123 (49º)  | 42 887 (1º)                        | Eleito     |
| 2014 | Estadual de São Paulo     | PV      | Partido isolado                                                          | Deputado estadual | 105 969 (34º) | 44 976 (1º)                        | Eleito     |
| 2018 | Estadual de São Paulo     | PV      | PSB / PTB / PV / PSC / PPS                                               | Deputado estadual | 59 701 (142º) | 18 596 (1º)                        | Suplente   |
| 2022 | Estadual de São Paulo     | UNIÃO   | Partido isolado                                                          | Deputado estadual | 59 087 (88º)  | 16 000 (2º)                        | Suplente   |